# Vincent Marie Casimir Audren de Kerdrel
Vincent Marie Casimir Audren de Kerdrel, né le 4 mars 1747 au manoir de Kerdrel en Lannilis (Finistère) et mort le 11 février 1823 au manoir de Kerdrel en Lannilis (Finistère), est un militaire français.

## Biographie

### Famille
Fils de Pierre-Michel Audren de Kerdrel (1714-1784) et de Marie Jeanne du Mescan, il épouse Marie Louise Corentine de Gourcuff à Cosquer en Combrit (Finistère) en 1776. De cette union, sont nés trois filles et six garçons.

### Carrière militaire
Il entre, à l'âge de 13 ans, dans la 2e compagnie des Mousquetaires du Roi Louis XV, où il sert pendant 15 ans (1760-1775).
En 1773, il reçoit du roi Louis XV à Versailles (Yvelines) un brevet lui conférant le rang de capitaine de cavalerie dans la compagnie des Mousquetaires du Roi Louis XV.
Peu de temps après, il est fait chevalier de l'Ordre royal et militaire de Saint-Louis.

### Carrière politique
En 1775, il devient lieutenant des Maréchaux de France, charge qu'il occupe jusqu'à la Révolution française.
En 1815, il est maire de Lannilis (Finistère) en remplacement de Hervé Salun, charge qu'il occupe jusqu'à son décès.